# ناوچه کلاس جی
ناوچه کلاس جی (به انگلیسی: G-class frigate) یک کلاس از کشتی است که طول آن ۱۳۵٫۶ متر (۴۴۴ فوت ۱۱ اینچ) می‌باشد.